# 3753 Круїтні
3753 Круїтні (1983 UH, 1986 TO) — навколоземний астероїд групи Атона, відкритий 10 жовтня 1986 року, що рухається так званою підковоподібною орбітою навколо Землі в орбітальному резонансі 1:1 з нею. Круїтні не обертається навколо Землі і часом розташовується по інший бік Сонця, отже він перебуває далеко за межами Сфери Гілла Землі. Його орбіта проходить поблизу орбіти Меркурія і за межами орбіти Марса. Круїтні обертається навколо Сонця приблизно за один земний рік, але для того, щоб завершити підковоподібний рух навколо Землі, йому потрібно 770 років.
Свою назву астероїд отримав від імені народу круїтні, який згадується в ранніх ірландських літописах.

## Відкриття
Круїтні було відкрито 10 жовтня 1986 року Дунканом Волдроном на фотопластині, зробленій за допомогою британського телескопа Шмідта в обсерваторії Сайдинг-Спрінг, Кунабарабран, Австралія. Відкриття 1983 року приписується Джованні де Санктісу та Річарду М. Весту з Європейської південної обсерваторії в Чилі.
Лише в 1997 році його незвичайну орбіту визначили Пол Вігерт і Кіммо Іннанен з Йоркського університету в Торонто та Сеппо Міккола з Університету Турку у Фінляндії.

## Характеристика орбіти

Рух Землі та Круїтні навколо Сонця

Астероїд рухається навколо Сонця еліптичною орбітою, яка має значний ексцентриситет. У проєкції вона перетинає орбіти одразу трьох планет: Венери, Землі та Марса.

Орбіта Круїтні в системі Сонце — Земля

У геоцентричній системі відліку орбіта астероїда має незвичну підковоподібну форму: щороку він то наближається до Землі, то віддаляється від неї. За таку поведінку його називають квазісупутником нашої планети. З 1994 до 2015 року зближення відбувається в листопаді. Найменша відстань наближення до Землі — 0,0710238 а. о. Зрідка відбуваються також зближення з Венерою та Марсом.
Унаслідок постійних гравітаційних збурень від Землі орбіта астероїда поступово змінюється, але його рух зберігає синхронізацію з рухом Землі протягом тривалого часу. Хоча орбіта Круітні не вважається стабільною в довгостроковій перспективі, розрахунки Вігерта та Іннанена показали, що вона, ймовірно, була синхронізована з орбітою Землі протягом тривалого часу. Оскільки орбіта астероїда має значний нахил до площини екліптики, зіткнення з астероїдом нашій планеті не загрожує. Його орбітальна траєкторія не перетинається з земною, а площина його орбіти наразі нахилена до площини Землі на 19,8°. Круїтні, маючи максимальну зоряну величину біля Землі +15,8, є менш помітним ніж Плутон, і щоб його побачити, потрібен щонайменше 320-міліметровий (12,5 дюйма) телескоп-рефлектор.
Період обертання Круїтні навколо Сонця, що становить приблизно 364 дні на початку 21-го століття, майже дорівнює періоду обертання Землі. Через це Круїтні і Земля ніби «слідують» однин за одним на своїх шляхах навколо Сонця. Саме тому Круїтні іноді називають «другим супутником Землі», проте він не обертається навколо Землі і не є супутником.

## Подібні астрономічні об'єкти
З часом було відкрито ще більше близьких резонансних навколоземних об'єктів (ОСЗ). Серед них 54509 YORP, (85770) 1998 UP1, 2002 AA29 і 2009 BD, які знаходяться на резонансних орбітах, подібних до орбіти Круїтні. (706765) 2010 TK7 - перший ідентифікований земний троянець (з двох відомих станом на 2024 рік).
Інші приклади тіл, що перебувають на підковоподібних орбітах (відносно один одного), включають Янус і Епіметей, природні супутники Сатурна. Орбіти, якими ці два супутники рухаються навколо Сатурна, набагато простіші, ніж та, якою рухається Круїні, але діють за тими ж загальними принципами.
Марс має чотири відомі супутники (5261 Еврика, 1999 UJ7, 1998 VF31 і 2007 NS2, всі в точках Лагранжа), а Юпітер — багато (приблизно мільйон більше 1 км в діаметрі, троянські астероїди Юпітера); в системі Сатурна є й інші невеликі супутники на орбіті: Телесто і Каліпсо з Тефією, а також Гелена і Полідея з Діоною. Однак жоден з них не рухається по підковоподібній орбіті.